# Pierre Statorius
Pierre Statorius, Piotr Stoński ou Piotr Stojeński en polonais, Petrus Statorious en latin, est un grammairien et théologien français, né en 1530, et mort à Pińczów ou Cracovie en 1591. Son vrai nom en français doit être Pierre de Tonneville.
Il est connu en Pologne sous le nom de Piotr Stoiński, nom qu'il a pris quand il a été naturalisé polonais, mais aussi sous celui de Piotr Stojeński. On le désigne sous l'appellation Piotr Stoiński Senior pour le distinguer de son fils, Piotr Stoiński Junior (1565-1605), co-auteur du Catéchisme Racovien et enseignant à l' Académie Racovienne.

## Biographie
Le lieu de naissance et le vrai nom de Statorius sont difficiles à établir. Selon la tradition, il serait originaire de Thionville, alors partie du duché de Luxembourg, sous le nom de Pierre Pfoertner, c'est-à-dire "portier", traduit en "Statorius" en latin. Dans une lettre du 12 juillet 1567, Théodore de Bèze écrit que Statorius était un de ses étudiants. Dans les comptes Hans Frisching, bailli de Lausanne entre 1546 et 1553, on trouve, pour les années 1550-1551, "Pierre de Tonneville" parmi les boursiers de Messieurs de Berne. C'est probablement la forme correcte de son nom. Il a signé ses lettres latines "P. Tonvillanus S." et prétendait provenir du pays des "Séquanes" ce qui exclut qu'il vienne de Thionville, près de Metz, mais ne permet pas d'affirmer qu'il soit né à Tonneville qui est situé en Normandie. Dans son article, André Mazon conclut que les sources sur les origines françaises de Pierre Statorius sont singulièrement pauvres,,. 
En 1551, on lui a offert le poste de recteur de l'école calviniste à Cracovie, mais il n'a rejoint les Frères polonais calvinistes qu'en 1559, à pied, en échappant à la persécution. Il s'installe à Pińczów, où il apporte de nombreuses œuvres théologiques des réformateurs suisses et français. Il a été un des recteurs de l'Académie calviniste de Pińczów, l'Athènes sarmate, à l'invitation de Francesco Lismanini qui a écrit à Jean Calvin en 1556 pour demander sa venue. Il y enseigne le grec. À Lausanne, il a rencontré Mathurin Cordier, recteur d'une école, qui défendait l'idée d'apprendre dans la langue vernaculaire et combattu un enseignement exclusivement en latin considéré comme une relique catholique moyenâgeuse et demandé d'enseigner en français.
Selon ces conseils, Statorius a établi un programme pour l'école grammaticale de Pińczów (Gymnasii Pinczoviensis Institutio). La langue polonaise a servi de langue pour l'enseignement. Il a divisé le collège en quatre classes pour former les jeunes nobles polonais et répondre aux besoins de la jeune église réformée de Pologne. Dans la classe inférieure, le catéchisme a été enseigné en polonais. Statorius a introduit, pour la première fois en Pologne, l'enseignement systématique de la langue polonaise à l'aide d'exercices de traduction du latin vers le polonais et vice versa.
Il participe aux synodes de Pińczów, le 30 janvier 1561 et le 28 août 1562.
Dans une lettre du 1er novembre 1565, Théodore de Bèze apostrophe Statorius pour avoir donné dans les idées antitrinitaires et dans les erreurs de Giorgio Blandrata et se propose de le convaincre de son erreur. Comme Théodore de Bèze l'écrit le même jour à Christophe Thretius, les idées antitrinitaires ne peuvent aboutir qu'à vel tres esse deos, vel Christum Deum non esse (ou les Trois sont Dieu, ou le Christ de l'est pas). C'est par une lettre de Jean Thenaud que Théodore de Bèze a été prévenu des tendances antitrinitaires de Pierre Statorius.

## Publications
Il a fait partie de l'équipe qui a traduit en polonais la Bible connue sous le nom de Bible de Brest, entre 1558 et 1563.
Il a écrit la première grammaire de polonais, Polonicae grammatices institutio, en 1568.